# ゴイトリン
ゴイトリン (Goitrin) は硫黄を含むオキサゾリジンであり、環状チオカルバマートである。チロキシン等の甲状腺ホルモンの生産を抑制する（ゴイトロゲン）作用を持つ。キャベツ、メキャベツ、セイヨウアブラナ等のアブラナ科の野菜に見られ、カラシ油配糖体であるプロゴイトリンから生成する。プロゴイトリンの加水分解によって最初に生成するイソチオシアネート (2-hydroxy-3-butenyl isothiocyanate) は不安定であり、水酸基とイソチオシアン酸基が反応することで自発的に環化してゴイトリンが生成する。
一般的なグルコシノレートの加水分解で生成するチオシアネートイオンもゴイトロゲンとして作用するが、これは甲状腺のヨウ素の取り込みを競合阻害することによる。ゴイトリンの作用機序はこれと異なり、甲状腺ホルモンの合成自体を阻害することによる。しかしヒトにおいては、甲状腺機能に影響が出るほどのアブラナ科野菜を摂取することはほぼ考えられない。